# إديث داي
إديث داي (بالإنجليزية: Edith Day) هي مغنية وممثلة أمريكية، ولدت في 10 أبريل 1896، وتوفيت في 1 مايو 1971.

## وصلات خارجية
- إديث داي على موقع IMDb (الإنجليزية)
- إديث داي على موقع ميوزك برينز (الإنجليزية)
- إديث داي على موقع قاعدة بيانات برودواي على الإنترنت (الإنجليزية)